# Lispeszentadorján
Lispeszentadorján is een plaats (község) en gemeente in het Hongaarse comitaat Zala. Lispeszentadorján telt 334 inwoners (2001).